# Kanton Entrevaux
Kanton Entrevaux (fr. Canton d'Entrevaux) – kanton w okręgu Castellane, departamencie Alpy Górnej Prowansji (fr. Alpes-de-Haute-Provence), w regionie Prowansja-Alpy-Lazurowe Wybrzeże (fr. Provence-Alpes-Côte d’Azur). Kod INSEE:0409. W jego skład wchodzi 6 gmin:
- Entrevaux,
- Castellet-lès-Sausses,
- Val-de-Chalvagne,
- La Rochette,
- Saint-Pierre (Alpes-de-Haute-Provence),
- Sausses[3].

W kantonie w 2011 roku zamieszkiwało 1438 osób, w tym 723 mężczyzn i 715 kobiet.